# Glosar de ecologie
Acest glosar de ecologie conține termeni din domeniul relațiilor dintre viețuitoare și mediu și protecției acestuia.

## A
- abiosferă - zonă de litosferă care nu a fost supusă vreodată influenței organismelor vii sau substanțelor biogene.
- abis:

- zonă de mare adâncime a fundului oceanic (sub formă de câmpii abisale, gropi abisale);
- deschizătură adâncă într-un versant muntos (calcaros) căreia nu i se vede fundul.
- abisal - care se află sau care trăiește la mari adîncimi în mări sau în oceane.
- abisobentic - denumire pentru organismele care trăiesc în adâncimile lacurilor sau mărilor.
- abisopelagic - denumire pentru organismele care trăiesc la adâncimi mai mari de 3.000 de metri în mări și oceane.
- ablațiune - transportare prin acțiunea vânturilor, a apelor sau a ghețarilor, a materialului rezultat în urma dezagregării solului sau a rocilor.
- absorbția hidrocarburilor - colectarea și reținerea hidrocarburilor deversate în mări și oceane cu ajutorul unor substanțe solide ca: nisip, cretă, în vederea îngreunării și precipitării lor.
- absorbția radiației - reținerea de către vaporii și picăturile de apă, ozon, dioxid de carbon, oxigen, cristalele de gheață și particulele solide (praf) a unei părți din energia radiantă care străbate atmosfera și transformarea ei în energie calorică, mecanică, chimică sau electrică.
- absorbție selectivă - absorbție diferențiată a radiației, care depinde de structura și de numărul moleculelor și particulelor din atmosferă, precum și de lungimea de undă a radiației.
- absorbție specifică - raportul dintre cantitatea de apă care poate fi reținută în sol și cantitatea de apă totală când solul este saturat.
- abur poluant - amestec de vapori de apă și de aer) care conține poluanți solizi, lichizi sau gazoși (aerosoli), degajat în atmosferă în timpul unor procese industriale; prin condensare pe frunze, aburul poluant afectează țesuturile vegetale.
- accident climatic - efect dezastruos provocat asupra vegetației, unor organisme și habitatului de către diverși factori climatici.
- accident ecologic - eveniment neașteptat care afectează mediul înconjurător în urma unor mari și neprevăzute deversări sau emisii de substanțe toxice, poluante, ale unor acțiuni antropice necontrolate, în urma cărora se distrug ecosistemele.
- accident major - eveniment survenit, cum ar fi o emisie de substanțe periculoase, un incendiu sau o explozie, care conduce la apariția unor pericole grave asupra sănătății populației, asupra mediului.
- accident nuclear - accident produs la o instalație nucleară, provocând iradierea și contaminarea personalului acesteia, a populației sau a mediului înconjurător, peste limitele admise.
- acidificarea oceanelor - procesul de continuă scădere a nivelului de pH în oceanele pământului, cauzată de preluarea continuă a dioxidului de carbon (CO
2) din atmosferă.
- aclimatizare - adaptare treptată, impusă de împrejurări sau dirijată, a plantelor, animalelor, omului, la noile condiții ale mediului.
- acord de mediu - act tehnico-juridic, eliberat în scris, prin care se stabilesc condițiile de realizare ale unui proiect din punctul de vedere al protecției mediului.
- acord integrat - act tehnico-juridic emis de autoritatea competentă pentru protecția mediului, care acordă dreptul de a stabili condițiile de realizare a unei activități și care să asigure că aceasta corespunde cerințelor.
- Acordul de la Paris - document internațional adoptat în 2016, care reglementează măsurile de reducere a emisiilor de dioxid de carbon începând cu anul 2020.
- activitate antropică - intervenția omului în modificarea peisajului natural și în valorificarea lui.
- acțiune dăunătoare a apelor - acțiune distructivă, manifestată de ape în anumite condiții climatice (ploi abundente, deszăpezire rapidă).
- acumulare de poluanți - concentrare a poluanților în apă, aer, sol și organismele vii, prin aportul repetat și de durată al acestora.
- acumulare nepermanentă - acumulare realizată prin bararea unui curs de apă sau ca incintă laterală îndiguită, având rol numai pentru atenuarea viiturilor.
- acumularea pesticidelor în sol - proces de înmagazinare în sol a pesticidelor organoclorurate, a fungicidelor cuprice și mercurice datorită coeficientului lor slab de solubilitate, precum și capacității reduse a edafonului de a le descompune.
- acumulatori geochimici de energie - denumire generică pentru unele combinații anorganice (de aluminiu în special) existente în biosferă care funcționează ca înmagazinatori de energie solară.
- acvifer - pânză sau nivel de apă subteran.
- adaptare - abilitatea sistemelor naturale și antropice de a răspunde efectelor schimbărilor climatice, incluzând variabilitatea climatică și fenomenele meteorologice extreme, pentru a reduce potențialele pagube, a profita de oportunități sau a face față consecințelor schimbărilor climatice;
- adaptare morfoclimatică - punere de acord a proceselor geomorfologice și a formelor de relief dintr-o anumită zonă geografică, cu condițiile climatice ale zonei respective.
- aditiv antipoluant - substanță chimică ce se adaugă în combustibilul pentru motoare în vederea micșorării cantității de poluanți.
- aer - amestec de gaze care formează atmosfera Pământului și care este absolut necesar vietăților aerobe.
- aerare prelungită - procedeu de tratare a nămolurilor din apele uzate, în scopul reducerii la minimum a cantității de nămol activ produs și care permite dezvoltarea microorganismelor cu creștere lentă și oxidarea substanțelor neeliminate.
- aer curat - aer care nu conține particule în suspensie și nici gaze diferite de cele care îl compun.
- aero(bio)scop - aparat cu care se iau probe de aer pentru a putea fi supuse unui examen microbiologic la microscop, pentru determinarea gradului de poluare a aerului, a naturii elementelor poluante și a cantității microorganismelor dintr-un mediu.
- aeroscopie - investigare a condițiilor atmosferice prin examenul microbiologic al aerului.
- aer poluat - aer în care există particule de praf, de fum, microorganisme, în suspensie, sau gaze diferite de cele care îl compun în mod normal.
- agresivitate a unui poluant - acțiunea unui poluant care, în anumite condiții de mediu afectează organismele sau bunurile materiale.
- agro(bio)cenoză - biocenoză a organismelor vegetale și animale din terenurile de cultură.
- agroecologie - ramură a ecologiei care se ocupă cu studiul influenței factorilor de mediu abiotici asupra creșterii și productivității plantelor de cultură; ecologie agrară.
- ameliorarea mediului - punerea în funcțiune a mijloacelor destinate creșterii calității mediului înconjurător.
- amenajarea spațiului - acțiune voluntară a societății umane cu scopul de a valorifica eficient resursele și de a asigura integrarea și coeziunea funcționalității de ansamblu.
- amprentă de carbon - indicator ecologic care măsoară cantitatea totală de emisii de gaze cu efect de seră generate direct sau indirect de o persoană, organizație, activitate sau produs pe parcursul întregului său ciclu de viață.
- amprentă ecologică - indicator ce măsoară cantitatea resurselor naturale necesare pentru a susține economia și activitatea oamenilor.
- antieroziune - (despre amenajări) care previne sau combate procesul de eroziune.
- antipoluant:

- (despre procedee, substanțe, bacterii etc.) care este folosit împotriva poluării;
- (despre instalații, automobile etc.) care nu poluează sau a cărui poluare este nesemnificativă;
- substanță, procedeu, dispozitiv etc. utilizat în combaterea poluării.
- antropic - proces sau fenomen care este determinat direct sau indirect de acțiunea omului; sinonim: antropogen.
- antropobiocenoză - totalitatea organismelor vegetale și animale dintr-un anumit mediu, influențată de activitatea economică a speciei umane.
- antropogen - vezi antropic.
- anxietate ecologică - vezi eco-anxietate.
- apă de alimentare - apa care provine dintr-o stație de tratare sau dintr-o captare de apă subterană și trece în rețeaua de alimentare.
- apă degradată - apă în care se varsă dejecții sau ape reziduale, industriale ori menajere.
- apă epurată - apă din care au fost îndepărtate, prin procedee mecanice, chimice etc., substanțe dăunătoare antrenate în suspensie sau dizolvate.
- apă freatică - primul strat de apă, care se găsește la adâncimi mici și care influențează formarea și proprietățile solului.
- apă industrială - apă naturală, uneori tratată, utilizată în procesele tehnologice ale centrelor industriale.
- apa menajeră - apa rezultată din activități casnice, evacuată, de regulă, în canalizare.
- apă mezosaprobică - apă poluată, caracterizată printr-o populare de specii și organisme specifice și printr-o concentrație de oxigen relativ redusă.
- apă pluvială acidă - apă pluvială cu pH-ul sub 5.
- apă potabilă - apă naturală, subterană sau de suprafață, bună de băut.
- apă reziduală - apă rezultată din procesele reziduale și activitățile menajere, care conține diferite elemente sau substanțe chimice nocive, microorganisme patogene (virusuri, bacterii).
- apă uzată brută - apa uzată netratată.
- ape uzate - ape provenind din activități casnice, sociale sau economice, conținând substanțe poluante sau reziduuri care îi alterează caracteristicile fizice, chimice si bacteriologice inițiale, precum și ape de ploaie ce curg pe terenuri poluate.
- ARBDD  - Administrația Rezervației Biosferei Delta Dunării.
- areal - suprafața pe care este răspândit un fenomen, un proces, o specie.
- areal continuu - suprafața neîntreruptă de răspândire a unui taxon.
- arie cu acces interzis - suprafață din cadrul unei rezervații naturale, în care este nu este permis accesul persoanelor decât cu aviz special sau numai cu scop științific.
- arie naturală protejată - zonă terestră, acvatică și/sau subterană, cu perimetru legal stabilit și având un regim special de ocrotire și conservare, în care există specii de plante și animale sălbatice, elemente și formațiuni biogeografice, peisagistice, geologice, paleontologice, speologice sau de altă natură, cu valoare ecologică, științifică sau culturală deosebită.
- ascensiunea unei pene de fum - diferența dintre nivelul punctului de emisiune și nivelul la care se ridică poluanții, ca urmare a gradientului termic și a energiei cinetice.
- atenuarea schimbărilor climatice - acțiunea de limitare a gazelor cu efect de seră din atmosferă, gaze care provoacă schimbările climatice; sinonim: decarbonizare.
- audit de mediu - verificare independentă a unei activități dacă aceasta satisface dispozițiile legate de protecția mediului.
- auditor - persoană care are calificarea de a executa auditul sistemului de management de mediu.
- autoecologie - ramură a ecologiei care se ocupă cu studiul relațiilor individului sau ale organismului cu mediul.
- autoepurare - proces biologic, chimic și fizic ce permite unui mediu poluat să își recapete puritatea inițială, fără intervenții externe, respectiv antropice.
- autorizație de mediu - act eliberat de autoritățile competente pentru protecția mediului și prin care sunt stabilite condițiile de funcționarea a unei activități.
- autorizație integrată de mediu - autorizație de mediu cu informarea prealabilă a Agenției Naționale pentru Protecția Mediului.
- avarie - eveniment sau incident care nu generează efecte majore asupra sănătății populației și/sau asupra mediului, dar care are potențial să producă un accident major.
- avarie cu efect poluant - deteriorare accidentală a unei conducte, a unor mecanisme, instalații etc., urmată de emisie intensă de poluanți.
- aviz de mediu - act eliberat de autoritățile competente care confirmă respectarea aspectelor privind protecția mediului în cadrul unei activități.

## B
- bază de date de mediu - acumulare de informații specifice unei probleme sau zone de mediu și stocarea sa pe diferiți suporți.
- bazin de fermentare a biogazului - recipient închis ermetic în care are loc fermentarea anaerobă a deșeurilor organice din care se poate extrage metanul.
- bazin de maturizare - bazin folosit pentru tratarea complementară a apelor uzate care au suferit deja un tratament biologic și ale căror materii solide formate în urma tratării biologice au fost eliminate.
- bentos - comunitate de plante și animale de pe fundul bălților, lacurilor, mărilor și oceanelor. și care constituie hrana de bază a multor pești.
- bilanț de mediu - document în care sunt înscrise rezultatele analizei tehnice a cauzelor și consecințelor negative cumulate, anterioare, prezente și anticipate ale unei activități.
- bioactiv - (despre substanțe) care prezintă un efect sau care declanșează un răspuns la nivelul țesuturilor vii.
- bioacumulare - absorbția și concentrarea substantelor chimice toxice, a metalelor grele și a anumitor pesticide in plante și animale, cu efecte negative asupra acestora și a mediului (sinonim: bioconcentrare).
- biocenologie - ramură a ecologiei care studiază compoziția floristică și faunistică, structura dinamică și distribuția geografică a biogenezelor.
- biocenoză - formațiune biologică vastă, cu condiții specifice de organizare, viață și reproducere, constituind o entitate distinctă a mediului, perfect adaptată la condițiile din acea zonă geografică.
- biociclu - subdiviziune a biosferei care cuprinde biocenozele din principalele medii de viață.
- bioclimatologie - studiul acțiunii condițiilor climatologice asupra repartizării și dezvoltării organismelor vii (vegetale, animale, oameni).
- biocombustibil - combustibil produs din materie organică uscată sau uleiuri combustibile produse din plante.
- bioconcentrare - vezi bioacumulare.
- bioconversie - conversia produselor reziduale organice într-o sursă de energie prin acțiunea microorganismelor, de obicei a bacteriilor.
- biocor - zonă delimitată în care se întâlnesc aceleași condiții de viață; grupare de plante și de animale în cadrul unui biotop.
- biocorie - asociație temporară, în cadrul unei biocenoze, de organisme legate între ele printr-un factor climatic sau alimentar.
- biodegradabil - capabil de a fi descompus de către bacterii sau prin mijloace biologice; majoritatea reziduurilor organice (hârtie, articole de lână, piele, lemn) sunt biodegradabile, în vreme ce majoritatea materialelor plastice nu sunt biodegradabile.
- biodegradare:

- proces de descompunere, de distrugere a unui compus organic biodegradabil;
- serie de procese prin care sistemele vii transformă substanțele chimice în compuși mai puțin nocivi pentru mediu.
- biodermă:

- peliculă de alge pe suprafața pietrelor din albia apelor curgătoare;
- totalitatea organismelor din biocenoza unei ape care trăiesc pe plante acvatice sau pe tegumentul animalelor acvatice.
- biodiversitate - existența, la nivelul globului terestru, a unei multitudini de ecosisteme cu caractere distincte  (sinonim: diversitate biologică).
- bioecologie - studiul relațiilor dintre plante și animale și mediul în care cresc și al impactului antropic asupra ecosistemelor și speciilor.
- bioeconomie:

- știință care se ocupă cu studiul economiei naturii, a biosferei;
- știință care se ocupă cu studiul economiei societății, precum și al efectelor sale asupra biosferei.
- biofiltru - bacterii (microorganisme) care pot juca rol de filtru.
- biofond - totalitatea speciilor și comunităților dintr-un spațiu sau dintr-un habitat.
- biogaz - amestec de gaze combustibile în care predomină metanul obținut ca rezultat al activității unor microorganisme care descompun anaerob diferite substanțe organice în mod natural; se formează în zăcămintele de petrol și cărbuni, în nămolul apelor de canal, al bălților și lacurilor.
- biogenosferă - înveliș de la suprafața Pământului care prezintă condiții pentru apariția și dezvoltarea vieții.
- biogeocenologie - ramură a biologiei care se ocupă cu studiul distribuției geografice a comunităților vegetale și animale.
- biogeocenoză - complex unitar natural al suprafeței Pământului în cadrul căruia biocenoza și părțile corespunzătoare de sol, apă și aer se condiționează reciproc; vezi și ecosistem.
- biogeografie - știință care studiază repartiția biocenozelor, fauna și flora diferitelor regiuni ale globului terestru; se împarte în: geografia biocenozelor, geografia animalelor și geografia plantelor.
- biogeosferă - înveliș al Pământului în care este concentrată substanța vie.
- biogramă - prezentare grafică a unui biosistem sau a variațiilor lui în timp.
- biogrupă - un număr oarecare de plante și animale naturalizate (conservate) și situate într-un cadru ce redă sau se aseamănă cu mediul lor natural.
- bioindicatori - specii sau populații stenotope caracteristice pentru un anumit tip de sol sau de apă, indicând existența unor elemente organice pe care acestea le conțin ori un anumit grad de poluare etc.
- bioindustrie - utilizarea de microorganisme, de culturi vegetale sau animale în diferite industrii (farmaceutică, chimică, alimentară), pentru producerea de energie etc.
- biom - zona majoră de viață, determinată de microclimă, cuprinzând un complex de biotopuri și biocenoze.
- biomasă:

- masa totală a plantelor (fără conținutul de apă din plante) și/sau a animalelor dintr-un anumit ecosistem.
- masă de materie organică nefolosită, de origine biologică, care poate constitui o sursă energetică exploatabilă (vezi și energie de biomasă).
- biomasă primară - ansamblul de materii prime vegetale, cu creștere mai mult sau mai puțin rapidă, folosite direct, sau în urma unui proces de conversie, la producerea de energie.
- biomasă secundară - ansamblul de reziduuri obținute după o primă exploatare a biomasei vegetale.
- biometeorologie - ramură a meteorologiei care studiază relațiile, directe și indirecte, dintre mediul geofizic sau geochimic al atmosferei, pe de-o parte, și organismele vii, de cealaltă parte; are un rol esențial în cunoașterea interrelațiilor organism–mediu abiotic.
- bionomie - știința care studiază legile vieții în raport cu mediul; se împarte în ecologie și etologie și formează – împreună cu biogeografia – perilogia (exemplu: bionomia litorală privește repartiția și comportamentul organismelor marine litorale).
- bioseston - totalitatea componentelor vii dintr-un seston.
- biosferă - învelișul Pământului, format din organisme (plante și animale) care trăiesc în partea superioară a litosferei, în hidrosferă și în partea inferioară a atmosferei.
- biosistem - grup de indivizi din specii diferite care conviețuiesc.
- biotip - grup de indivizi care au aceeași constituție genetică și care nu se deosebesc morfologic, prezentând în schimb diferențe de ordin biologic.
- biotop - locul ocupat de o biocenoză, cuprinzând mediul abiotic (solul, apa, aerul, factorii climatici etc.) și toate elementele necesare apariției și dezvoltării organismelor.
- bipolar - (despre unele organisme marine) care trăiește în cele două regiuni polare ale Pământului.

## C
- caatinga - pădure tropicală rară, din estul Podișului Braziliei și din Venezuela, formată din arbuști și arbori mici, desfrunziți în anotimpul secetos, din pajiști cu mărăcinișuri și din ierburi dure.
- calamitate - dezastru (natural) care lovește o regiune, o comunitate, un teritoriu etc.
- calitatea mediului - starea factorilor de mediu în ansamblul lor și modul cum se răsfrânge aceasta în condițiile de viață ale omului și în ansamblul biosferei.
- cameră de sedimentare a poluanților - parte a unei instalații de epurare a aerului prin care trece un jet de gaze rezultate dintr-un proces industrial și unde se depun pulberile, ca urmare a micșorării vitezei de deplasare a fazei gazoase.
- capacitate de autoepurare - proprietatea factorilor de mediu, apă, aer, sol, de a-și redobândi total sau parțial starea de puritate inițială, prin procese fizice, chimice și biologice, fără intervenția omului.
- capacitate de mediu - planificarea nivelului de utilizare pe o zonă pentru a se păstra un standard acceptabil al factorilor de mediu.
- capital natural - termen colectiv pentru activele naturale ale Pământului, precum și a serviciilor ecosistemice rezultate din acestea, care face posibilă viața umană.
- captarea gazelor poluante - proces de colectare a gazelor poluante (cu ajutorul unor pompe, conducte, saci umezi) din instalațiile care le produc, spre a fi dirijate în instalații de epurare.
- carbon organic total - carbonul prezent în materia anorganică, care este dizolvat și în suspensie în apă.
- carbon organic dizolvat - partea de carbon organic din apă care nu poate fi eliminată printr-un procedeu de filtrare specific.
- "Casa Verde" - program guvernamental privind instalarea sistemelor de încălzire care utilizează energie regenerabilă, inclusiv înlocuirea sau completarea sistemelor clasice de încălzire.
- casă eco (sau verde) - clădire construită responsabil față de mediul înconjurător: bună izolare termică, utilizarea materialelor reciclabile, a energiei regenerabile; alte denumiri: clădire verde, clădire eco.
- cataclism - eveniment natural major și adesea distructiv, care afectează un ecosistem sau o regiune geografică largă; poate fi cauzat de: activitatea seismică, erupțiile vulcanice, inundațiile, ciclurile de secetă sau incendiile de pădure.
- catastrofă ecologică - eveniment negativ ce are ca rezultat o scădere a calității și diversității biosferice, ca urmare a utilizării ierbicidelor și pesticidelor în agricultură, eliberării de poluanți în atmosferă, pe sol și în oceane.
- catastrofă naturală - schimbări cauzate de natură a suprafeței pământului, a atmosferei, care influențează la rândul lor biosfera (viețuitoarele din regiune).
- ceață de oraș - ceață care se formează sau se intensifică într-un oraș mare din cauza abundenței produselor de ardere suspendate în aer, care constituie nuclee de condensare; adesea, este de culoare închisă din cauza amestecului cu fumul, cu funinginea și alte impurități.
- cenobionte - populație componentă a unei biocenoze.
- cenofil - care are preferință pentru un anumit biotop.
- cenologie - studiu al comunităților vegetale și animale.
- cenoză - conviețuire a unor plante sau animale în același biotip.
- cerere de oxigen - cantitate de oxigen consumată într-un anumit timp de o apă care se scurge prin canale, atunci când este supusă unui proces de curățare biologică.
- certificat de emisii de gaze cu efect de seră - titlu care conferă dreptul de a emite o tonă de dioxid de carbon echivalent într-o perioadă definită.
- chemosferă - strat al atmosferei, între 40 și 80 de km, în care, ziua, are loc disocierea, iar noaptea, recombinarea moleculelor diferitelor gaze, sub influența radiațiilor ultraviolete.
- ciclul de viață al unui produs - alegerea materiilor prime, fabricarea, inclusiv conceperea și proiectarea, distribuirea, consumul și utilizarea până la eliminarea/distrugerea acestuia după folosire.
- circuitul apei în natură - proces complex de circulație a apei în învelișul geografic și care cuprinde: evaporația, transportul vaporilor de apă, condensarea, căderea precipitațiilor, infiltrarea apei în sol, scurgerea subterană și de suprafață.
- circumaustrală - aria de repartiție a unui organism răspândită în jurul globului, în zona australă.
- circumboreală - aria de repartiție a unui organism, situată în jurul globului din zona boreală.
- circumpolară - aria de repartiție a unui organism, situată în jurul polului (Nord sau Sud).
- CITES - (Convenția privind Comerțul Internațional cu Specii ale Faunei și Florei Sălbatice) – acord internațional între guverne al cărui scop este de a se asigura că comerțul internațional cu specimene de animale și plante sălbatice nu amenință supraviețuirea lor.
- clădire verde (sau eco) - vezi casă eco.
- climate endgame⁠(d) - momentul în care nu mai există nicio soluție realistă pentru a inversa schimbările climatice și pentru a preveni efectele lor negative asupra planetei și a oamenilor; vezi și ziua zero.
- climax - stadiul final de evoluție a unui ecosistem, caracterizat printr-o stabilitate relativă a componentelor sale biotice și abiotice.
- clorofluorocarburi - familie a unor gaze inerte relativ nontoxice, folosite în spray-urile aerosoli, ca gaze refrigeratoare, solvenți de curățire etc. și a călor utilizare excesivă a dus la distrugerea stratului de ozon din atmosferă, motiv pentru care se preconizează înlocuirea acestora.
- colectare a deșeurilor - strângerea, sortarea și/sau regruparea (depozitarea temporară) a deșeurilor în vederea transportării lor pentru a fi valorificate.

- colectare selectivă a deșeurilor⁠(d) - procesul prin care deșeurile sunt colectate și sortate încă de la sursă, în funcție de tipul lor (ex. plastic, hârtie, sticlă, metal, biodeșeuri⁠(d)), pentru a facilita reciclarea sau eliminarea lor în mod adecvat, cu un minim impact asupra mediului⁠(d).

- combustibili fosili - tip de combustibil format din materiale organice, sub influența presiunii și a temperaturii ridicate, într-un mediu lipsit de oxigen; au un impact negativ asupra mediului și sănătății prin emisiile de gaze cu efect de seră (considerate principala cauză a schimbărilor climatice și a încălzirii globale) și de alte substanțe poluante.
- combustibil obținut din deșeuri - combustibilul care este obținut din materii care nu mai sunt folosite, precum: metanul din deșeurile agricole, combustibili solizi ce rezultă din deșeuri organice compacte etc.
- Comisia pentru Ocrotirea Monumentelor Naturii -  instituție din România, înființată în 1930 și afiliată Academiei Române, având drept obiectiv inventarierea monumentele naturii și adoptarea de măsuri pentru ocrotirea acestora.
- competiție ecologică - competiția dintre două sau mai multe organisme pentru aprovizionarea limitată cu o anumită resursă de mediu.
- concentrație de fond:

- nivelul general al poluării aerului într-o regiune cu toate sursele locale de poluare ignorate; de exemplu, nivelurile de poluare de fond într-un spațiu în care există o termocentrală pe cărbune vor cuprinde nivelurile totale de poluare pentru suprafața respectivă minus poluarea produsă de termocentrală;
- nivelul general de radioactivitate de fond dintr-o regiune; acesta cuprinde emisiile radioactive din rocile ținutului plus radiația cosmică.
- concept antropocentric - teorie conform căreia omul are dreptul să să facă ce dorește și să încalce în numele intereselor sale chiar și legile naturii.
- concept biocentric - doctrină care pune în centrul principiului ecologic al omului toate celelalte forme de viață, omul trebuind să se abțină de la a interveni în viața speciilor altfel decât pentru protecție.
- concept geocentric - doctrină care face din protecția mediului un scop în sine, Pământul urmând a fi protejat în general, condamnându-se orice intervenție a omului.
- condiții ecologice - ansamblul tuturor factorilor biotici și abiotici, interni și externi care determină dezvoltarea unui individ, a unei populații sau biocenoze.
- conservare genetică - păstrarea plantelor și animalelor în scopul protejării informațiilor lor genetice; în practică acest lucru se poate face prin stabilirea colecțiilor de plante și protoplasmă animală, prin conservarea acelor zone geografice care prezintă cea mai mare diversitate naturală de plante și animale sau prin creșterea selectivă în captivitate.
- contaminare nocivă - prezența unor substanțe sau a unor forme nocive de energie (zgomot, vibrație, radiație, căldură) într-un mediu dat, care deteriorează condițiile de mediu pentru oameni, animale sau plante.
- Convenția de la Aarhus - acord internațional privind accesul la informație, participarea publică la luarea deciziei și accesul la justiție în materie de mediu.
- Convenția privind diversitatea biologică - tratat multilateral privind protecția mediului, semnat la Rio de Janeiro în cadrul Earth Summit (1992).
- cost de mediu - cost legat de epuizarea și degradarea resurselor naturale, cauzate de o activitate specifică.
- crotovină - galerie săpată în sol de unele viețuitoare (popândău, hârciog) și umplută apoi cu pământ.

## D
- decarbonizare - vezi atenuarea schimbărilor climatice.
- debit de emisie - masa de poluant transferată în atmosferă pe unitatea de timp.
- debit de imisie - masă de poluant, transferată în receptor pe unitatea de timp.
- debit salubru - debitul minim necesar într-o secțiune pe un curs de apă pentru asigurarea condițiilor de viață ale ecosistemelor acvatice existente.
- debit de servitute - cantitatea minimă de apă care curge în unitatea de timp printr-o secțiune transversală a unui curs de apă pentru satisfacerea necesităților din aval în cadrul activității de gospodărire a apelor.
- decontaminare:

- înlăturare a agenților nocivi sau contagioși din mediul înconjurător;
- eliminarea radioactivității nocive prin îndepărtarea materialelor radioactive aflate în încăperi, pe obiecte.
- DEEE - ("deșeuri de echipamente electrice și electronice") orice echipament electric sau electronic uzat, de care deținătorul se debarasează.
- degradare - modificarea particularităților unui obiect sau sistem în sensul scăderii calității lui; în funcție de cauzele care o provoacă, degradarea poate fi naturală (cutremure, inundații) sau antropică (defrișări, eliminare de poluanți în atmosferă).
- degradarea apelor - impurificarea apelor naturale prin scurgeri industriale reziduale sau menajere.
- degradarea mediului - proces complex de alterare a calității mediului înconjurător datorită utilizării neraționale a resurselor, poluării și aglomerării urbane.
- degradarea solului - modificarea proprietăților fizice și chimice ale solului având drept consecință scăderea fertilității acestuia.
- degradarea terenurilor - proces prin care suprafața unui teren este puternic fragmentată și stratul de sol fertil este în cea mai mare parte îndepărtat.
- dejecție - apa murdară provenită din fabrici sau din gospodării, care degradează apele naturale în care se scurge.
- dependență de densitate - modul în care densitatea unei populații de organisme afectează rata de creștere a acesteia, în special coreelația dintre numărul indivizilor dintr-o populație și resursele disponibile în mediul înconjurător, precum hrana, spațiul sau partenerii de reproducere.
- depoluare - acțiune întreprinsă în vederea reducerii gradului de poluare într-o zonă oarecare și care se realizează prin mijloace fizice (filtre), chimice (anihilarea unor poluanți cu anumiți reactivi chimici) și biologice (utilizarea microorganismelor sau a unor plante în vederea încorporării poluanților).
- depozitare brută a deșeurilor - descărcarea deșeurilor de orice natură în condiții care nu respectă regulile descărcării controlate.
- depozitare compactă a deșeurilor - descărcarea deșeurilor prin care straturile de gunoaie suferă o tasare sau o compactare realizată cu ajutorul unor instrumente speciale.
- depozitare controlată a deșeurilor - descărcarea deșeurilor pe un amplasament, respectându-se anumite reguli; vezi și colectare selectivă a deșeurilor⁠(d).
- depozitare etanșă a deșeurilor - descărcarea deșeurilor industriale în recipiente speciale ce permit protecția apelor.
- depozitare ilegală a deșeurilor - eliminarea sau aruncarea neautorizată a deșeurilor în locuri nepermise, fără respectarea reglementărilor și standardelor de mediu; aceasta poate implica deșeuri menajere, industriale, medicale, toxice sau periculoase și constituie o practică ilegală cu consecințe grave asupra mediului, sănătății publice și economiei.
- deșertificare - proces prin care productivitatea solului este atât de redusă, încât poate să ducă la extinderea condițiilor asemănătoare deșertului; acest fenomen se poate preveni prin: irigații, împăduriri, stabilizarea dunelor de nisip, prin protecția vegetației.
- deșeuri - substanță provenită din procese de producție sau din activități casnice și sociale, care nu mai poate fi utilizată conform destinației inițiale și care, în vederea unei eventuale reutilizări în alte scopuri sau pentru limitarea efectelor poluante, necesită măsuri speciale de depozitare și de păstrare.

- deșeuri biodegradabile - deșeuri care suferă descompuneri anaerobe sau aerobe, cum ar fi deșeurile alimentare sau de grădină, hârtia și cartonul.
- deșeuri compozite - deșeuri formate dintr-un număr mai mic sau mai mare de materii prime.
- deșeuri de origine animală - subprodus rezultat în urma prelucrării animalelor sau producției acestora, ce nu este destinat consumului uman și ulterior dirijat către o unitate de neutralizare.
- deșeuri industriale - deșeuri ce rezultă dintr-o activitate industrială.

- deșeuri industriale speciale - deșeuri a căror destinație necesită precauții speciale față de protecția mediului.

- deșeuri inerte - deșeuri care nu sunt susceptibile de evoluție fizico-chimică.
- deșeuri periculoase - deșeurile încadrate generic, conform legislației specifice privind regimul deșeurilor, în aceste tipuri sau categorii de deșeuri și care au cel puțin un constituent sau o proprietate care face ca acestea să fie periculoase.
- deșeuri radioactive - orice material care conține radionuclizi sau este contaminat de aceștia la un nivel mai mare decât cantitățile limită fixate și pentru care nu se prevede nici o utilizare.
- deșeuri reciclabile - deșeuri care pot constitui materie primă într-un proces de producție pentru obținerea produsului inițial sau pentru alte scopuri.
- deșeuri toxice - substanțe sau materiale reziduale, rezultate din activități umane (industriale, agricole, medicale, menajere etc.) care conțin compuși periculoși pentru sănătatea oamenilor, a animalelor sau pentru mediu.

- detectarea poluanților - proces de identificare în mediul ambiant a prezenței poluanților și a radiațiilor nocive, precum și stabilirea concentrației lor în diferite medii.
- determinism de mediu - controlul exercitat de către mediu asupra activităților umane, activităților economice, așezărilor umane și dezvoltării culturale.
- detritivor - organism care se hrănește cu resturi vegetale și animale.
- deversare - scurgerea unui lichid rezidual într-o apă naturală.

- deversare de petrol - accident ecologic grav care constă în scurgerea accidentală sau necontrolată de țiței sau produse petroliere rafinate în mediul natural și care are efecte toxice asupra ecosistemelor, afectând fauna, flora, calitatea apei și solului, precum și activitățile umane.

- dezechilibru ecologic - absența unor relații funcționale normale între elementele unui ecosistem.
- dezvoltare durabilă - dezvoltarea economică de ansamblu a unei țări sau regiuni, asigurând protecția mediului și a resurselor naturale, fără a compromite posibilitatea generațiilor viitoare de a-și satisface propriile necesități (vezi și sustenabilitate).
- diluare a poluanților - reducerea concentrației poluanților din atmosferă, din ape, fie în mod natural, prin intervenția curenților de aer, difuzia într-un lichid, fie prin acțiunea omului, respectiv prin utilizarea unei aparaturi adecvate, a bazinelor de decantare, a unor stații de epurare etc.
- dioramă - reprezentare spațială a unei porțiuni de peisaj, în care se expun, în muzee, animale împăiate, manechine etc., în scopul înfățișării unui ecosistem.
- disclimax - stadiul terminal și stabil al evoluției comunităților vegetale, care se datorează acțiunii omului sau animalelor.
- diversitate biologică - vezi biodiversitate.
- diversitate - măsură (fie calitativă, fie cantitativă) a varietății speciilor incluse într-un habitat.
- domeniu floristic - teritoriu biogeografic care corespunde unei subdiviziuni regionale și înglobează mai multe sectoare biogeografice.
- dreptul mediului ansamblul normelor juridice ce reglementează relațiile ce se stabilesc între oameni privind atitudinea lor față de mediu, în procesul folosirii în scopuri economice, sociale și culturale a componentelor sale, precum și relațiile legate de protecția, conservarea și dezvoltarea lor durabilă.

## E
- ecarisare sau ecarisaj - colectarea deșeurilor de origine animală rezultate din procesul tehnologic al industriei alimentare ce nu sunt destinate consumului uman sau produselor retrase din rețeaua de desfacere precum și a cadavrelor de animale în scopul neutralizării sau incinerării acestora.
- echilibru ecologic - ansamblul stărilor și interrelațiilor dintre elementele componente ale unui sistem ecologic, care asigură menținerea structurii, funcționarea și dinamica ideală a acestuia.
- eco - element prim de compunere savantă cu semnificația «casă», «mediu înconjurător», «ambianță».
- eco-anxietate - termen utilizat pentru a descrie teama și îngrijorarea legate de schimbările climatice și de deteriorarea mediului înconjurător și care se manifestă atunci când o persoană devine extrem de preocupată de impactul negativ al activităților umane asupra planetei⁠(d) și de viitorul mediului; altă denumire: anxietate ecologică.
- ecobilanț - procedură de obținere a informațiilor asupra cauzelor și consecințelor efectelor negative acumulate, anterioare și anticipate, care fac parte din acțiunea de evaluare a impactului asupra mediului.
- ecodezvoltare - concept operațional care implică amenajarea teritoriului în concordanță cu utilizarea lui rațională, menținerea unor proporții judicioase între terenurile agricole, păduri și pajiști, drumuri, localități, precum și asigurarea celor mai bune habitate pentru om și celelalte viețuitoare.
- ecofază - stadiul dezvoltării unei specii adaptate unei nișe ecologice speciale.
- ecofiziologie - știință care studiază relațiile dintre funcțiile fiziologice ale unui organism și factorii ecologici.
- ecogramă - diagramă care exprimă incidența factorilor abiotici asupra unei populații.
- ecologia plantelor - ramură a ecologiei care studiază influența mediului  asupra formei, structurii, chimismului și asupra tuturor manifestărilor vitale ale plantelor, precum și asupra răspândirii acestora.
- ecologie - știință biologică de sinteză ce studiază conexiunile ce apar între organisme și mediul lor de viață (abiotici și biotici), precum și structura, funcția și productivitatea sistemelor biologice supraindividuale (populații, biocenoze) și a sistemelor mixte (ecosisteme).

- ecologie agrară - vezi agroecologie.
- ecologie animală - ramură a ecologiei care studiază modul de viață al animalelor în legătură cu condițiile de existență, precum și importanța acestor condiții pentru îmulțirea, supraviețuirea și repartiția animalelor.
- ecologie profundă - concepție ce consideră că toate formele de viață au o valoare intrinsecă și sunt interconectate într-un mod profund și deci speciile și ecosistemele nu ar trebui să fie valorificate doar pentru beneficiul uman, ci trebuie să fie protejate și respectate în propriile lor drepturi.

- ecologism - mișcare al cărei scop este protejarea omului și a mediului ambiant de acțiunea nocivă a materiilor chimice reziduale, a deșeurilor industriale, a gazelor de eșapament etc.
- ecomorfoză - modificare morfologică sau anatomică, datorită influenței condițiilor ecologice.
- economia protecției mediului - disciplină de graniță între ecologie și științele economice, care studiază repartiția în biosferă a resurselor naturale, precum și utilizarea lor în concordanță cu menținerea echilibrului ecologic în natură, astfel încât interesele omului și integritatea naturii să coexiste armonios.
- economie verde - model de economie bazat pe principii de respectare a mediului, nu numai de natură pur economică, care urmărește să îmbunătățească calitatea vieții și echitatea socială, reducând riscurile de mediu și reducerea consumului de resurselor naturale.
- ecosferă - termen generic care înglobează lumea vie și toate sferele Pământului ce adăpostesc viețuitoare: atmosferă, hidrosferă, litosferă.
- ecosistem -  ansamblu format din biotop și biocenoză, în cadrul căruia se stabilesc relații strânse atât între organisme (animale, plante și microorganisme), cât și între acestea și factorii abiotici; vezi și biogeocenoză.
- ecosistem acvatic - ecosistem ale cărui biocenoze sunt legate de mediul acvatic.
- ecosistem aluvionar - ecosistem care se dezvoltă pe soluri aluvionare, bogate în substanțe organice și minerale.
- ecosistem antropogen - ecosistem în care intervenția omului este parțială sau totală.
- ecosistem autotrof - ecosistem în care predomină activitatea plantelor verzi.
- ecosistem boreal - ecosistem situat în emisfera nordică, între paralela de 50 și 70 de grade, unde domină coniferele, taiga ca și smârcurile din nord, vegetația de tundră.
- ecosistem fragil - comunitate de plante și animale care sunt vulnerabile ca urmare a capacității reduse de regenerare și a daunelor cauzate de activitatea umană.
- ecosistem heterotrof - ecosistem în care predomină activitatea organismelor consumatoare.
- ecosistem matur - ecosistem în care producția plantelor verzi este aproximativ egală cu cea a organismelor consumatoare.
- ecosistem natural - ecosistem care a apărut spontan prin lupta pentru existență a speciilor vegetale și animale, în care omul nu a avut nici un rol în modificarea densității, abundenței și diversității organismelor.
- ecosistem tânăr - ecosistem în care producția plantelor verzi întrece consumul organismelor heterotrofe.
- ecosistem terestru - ecosistem al cărui biotop este strâns legat de mediul terestru; exemple: pădurile, deșerturile, stepele, savanele, câmpiile.
- ecosistem uman - sistem format din populația umană și habitatul său, integrat în biosferă.
- ecotip - grup de plante din aceeași specie, cu anumite însușiri ereditare proprii, formate în urma influenței condițiilor de mediu.
- ecoton - zonă de întrepătrundere a două ecosisteme (de exemplu: o pășune naturală și un ecosistem agricol).
- ecotop - ansamblul de factori climatici (climatop) și edafici caracterizând aria (biotip) ocupată de o bicenoză.
- ecotoxicologie - capitol al ecologiei care studiază acțiunea elementelor și substanțelor toxice din mediul înconjurător asupra sistemelor biologice; are ca obiectiv: prevenirea migrării substanțelor toxice în organismele vii și diminuarea efectelor nocive ale acestora la nivelul diferitelor lanțuri trofice.
- ecoturism - practicarea unui turism cu respectarea regulilor de protecție a mediului.
- eco-vandal - vezi vandalism ecologic.
- edafic - referitor la factorii ecologici proprii solului.
- edafologie - disciplină care studiază interacțiunile dintre componentele abiotice (umiditate, textură, corozitate, aciditate etc.) și biotice (microorganisme, microfite și macrofite).
- efarmonic - caracter morfologic sau anatomic, datorat acțiunii mediului.
- efect de seră - reținerea de către vaporii de apă a metanului, dioxidului de carbon, protoxidului de azot, a radiațiilor infraroșii reemise de solul încălzit de Soare.
- efect de șemineu - fenomen ce constă dintr-o mișcare ascendentă a unei mase localizate, de aer sau de gaze, datorită diferențelor de temperatură.
- eficiență ecologică - concept complex care caracterizează bunurile și serviciile apte să contribuie în mod competitiv la calitatea vieții, minimizând degradarea mediului și utilizarea resurselor de-a lungul ciclului de viață.
- efluent - deversare în mediu, emisie punctiformă sau difuză prin scurgere, jeturi, injectare, inoculare, depozitare, vidanjare sau vaporizare; efluenții sunt periculoși, ca urmare a compoziției lor chimice, temperaturii, pH-ului, capacității de absorbție a oxigenului din apa curată sau, în cazuri extreme, ca urmare a radioactivității lor.
- efluent gazos - gaze evacuate în atmosferă, prin arderea combustibililor fosili, din instalațiile casnice și industriale și de la vehiculele de transport, echipate cu motoare cu ardere internă.
- eliminarea nutrienților - procedeu biologic, fizic sau chimic, utilizat în tratarea apelor și a apelor reziduale, în special pentru eliminarea compușilor de azot sau fosfor.
- eliminarea vehiculelor pe combustibili fosili - normă impusă de UE pentru promovarea autovehiculelor electrice, alimentate cu hidrogen sau cu altă sursă de energie regenerabilă și a transportului sustenabil, în vederea reducerii emisiilor de gaze cu efect de seră.
- eluvionare - spălarea spre adâncime a unor componente din orizonturile superioare ale solului sub acțiunea apei de precipitații.
- emisie - evacuarea directă sau indirectă, din surse punctuale sau difuze ale instalației, de substanțe, vibrații, căldură sau de zgomot în aer, apă sau sol.
- emisii - poluanți evacuați în mediu, inclusiv zgomote, vibrații, radiații electromagnetice și ionizante, care se manifestă și se măsoară la locul de plecare din sursă.
- emisii fugitive - emisii nedirijate, eliberate în mediu prin ferestre, uși și alte orificii, sisteme de ventilare sau deschidere, care nu intră în mod normal în categoria surselor dirijate de poluare.
- emisiile automobilelor - gaze de eșapament conținând oxizi de azot, monoxid de carbon, plumb, hidrocarburi nearse, vapori de apă, dioxid de carbon și aldehide.
- emisii poluante - emisii de substanțe dăunătoare organismelor vegetale și animale, inclusiv pentru om, provenite din diferite surse, adesea industriale; exemple: praful de ciment, pulberile metalice, detergenții, acidul sulfuric, amoniacul, hidrogenul sulfurat etc.
- endemic - specific unei anumite zone.
- endemism - caracteristica unei specii vegetale sau animale de a trăi într-un perimetru restrâns, de a fi specifică regiunii respective.
- energie durabilă - concept ecologic care se referă la energia produsă și utilizată într-un mod care nu compromite capacitatea generațiilor viitoare de a-și satisface propriile necesități, deci bazată pe surse regenerabile și metode eficiente care reduc impactul asupra mediului.
- energie neconvențională - energia care nu a fost impusă printr-o folosire îndelungată; resursele de energie neconvențională (mareele, energia solară, energia geotermică, biogazul) sunt, de regulă, regenerabile și nepoluante.
- energie regenerabilă - energie care este obținută pe cale naturală, într-un proces repetat și continuu: energia solară, eoliană, hidraulică etc., spre deosebire cea produsă de combustibilii fosili care sunt resurse limitate.
- energie solară - energie radiantă produsă de Soare; prin folosirea unor oglinzi concave ce concentrează razele solare, se obține ridicarea temperaturii apei în scopul producerii vaporilor și generării de electricitate în turbinele cu aburi.
- entropie economică - noțiune care exprimă adică degradarea determinată de procesul economic, prin producerea de deșeuri și prin disfuncționalitățile ce survin în acest proces.
- epurarea apei - îndepărtarea din apele naturale sau reziduale, prin procedee mecanice, chimice și biologice, în cadrul stațiilor de epurare, a materiilor organice și anorganice, dizolvate sau în suspensie, pentru a le aduce la o calitate corespunzătoare.
- eroziune - distrugerea rocilor și a suprafeței solului, în special sub acțiunea vântului și a apelor curgătoare (vezi și indice de eroziune).
- etaj de vegetație - zonă de vegetație cu anumite condiții ecologice, determinate de modificarea pe verticală a regimului termic și hidric.
- etichetă ecologică - marcă europeană de certificare de mediu pentru produse și servicii, care li se eliberează acelor produse și servicii care respectă criterii ecologice și prestaționale stabilite la nivel european.
- eurobiont - organism care prezintă o rezistență sporită față de variațiile factorilor de mediu, fără pierderea nișei economice ocupate în ecosistem.
- eutrof - mediu de viață bogat în materii nutritive, capabil să alimenteze multe viețuitoare.
- eutrofizare - proliferarea într-o întindere de apă dulce sau sărată a materiilor organice care antrenează înmulțirea substanțelor vegetale, a căror descompunere diminuează conținutul de oxigen necesar vieții animale.
- euxinism - condiții ale mediului marin în care lipsește circulația verticală a apei de adâncime, iar din această cauză nu se produce oxigenarea și, ca urmare, viața lipsește, în afara bacteriilor anaerobe.
- evaluarea impactului asupra mediului - cuantificarea efectelor activității umane și a proceselor naturale asupra mediului, sănătății și securității omului, precum și a bunurilor de orice fel.
- evaluare ecologică - utilizarea speciilor individuale de plante și/sau animale sau utilizarea grupurilor de specii interdependente pentru a defini calitatea unui mediu.
- exploatarea excesivă - colectarea unei resurse regenerabile, până se ajunge la diminuarea procesului de producție.

## F
- factor - element material capabil de a produce o acțiune directă sau indirectă asupra altor elemente materiale, provocând reacții corespunzătoare.
- factor de concentrare a radioactivității - raportul dintre conținutul de radioizotopi din biomasa organismelor și biotop și care indică gradul de contaminare a ecosistemului.
- factori abiotici - componenții nevii ai mediului.; sunt grupați în factori climatici, edafici (structură, textură, conținut în humus etc.), orografici (relief) etc.
- factori antropici - factori reprezentați de acțiunea omului asupra mediului înconjurător (defrișări, desecări, irigații, poluare a atmosferei);
- factori biotici - factori reprezentați prin acțiunea unui organism asupra mediului ambient sau asupra altor organisme (fitocenoză, zoocenoză, biocenoză).
- factori cosmici - factori existenți în cosmos, de natură abiotică, care pot avea o anumită acțiune asupra vieții terestre, precum și asupra organismului uman, ce se deplasează în mediul extraterestru.
- factori ecologici - totalitatea factorilor abiotici (temperatură, lumină, precipitații, presiune etc.) și biotici (paraziți, dăunători, competiție intraspecifică și interspecifică) cu care un organism vine în contact și cu care se intercondiționează reciproc.
- factori edafici - solul cu proprietățile lui fizice, chimice, biologice;
- factori geomorfologici - altitudinea reliefului, înclinarea, expunerea.
- fișă de avertizare asupra poluării - document în care sunt prezentate datele ce privesc poluarea și măsurile propuse pentru combatere.
- fitocenologie - ramură a ecologiei care studiază elementele componente ale asociațiilor vegetale, legile după care se constituie, evoluează și se desfac aceste asociații, răspândirea și importanța lor economică și științifică, clasificarea lor etc.
- fitocenoză - asociație de plante, parte componentă a unui ecosistem, formată din totalitatea organismelor vegetale care trăiesc într-un anumit mediu (biotop) și condiționate de anumiți factori fizico-geografici și biologici.
- fitoplancton - vezi plancton.
- fixarea azotului - asimilarea azotului atmosferic de către unele microorganisme care trăiesc în simbioză cu rădăcinile unor plante (în special leguminoase).
- floră - totalitatea speciilor de plante dintr-o anumită regiune.

## G
- gaze cu efect de seră - gaze care absorb și emite energie radiantă în gama de infraroșu termic și a căror emisie cauzează un efect de seră; exemple: vapori de apă, dioxid de carbon, metan, oxid de azot, ozon.
- gaze de eșapament - substanțe gazoase (monoxid de carbon, dioxid de azot, trioxid de sulf etc.) produse în urma arderii combustibilului în motoarele cu ardere internă și răspândite în aer; multe din aceste substanțe au impact negativ asupra mediului.
- Green Deal - vezi Pactul Ecologic European.
- green job - termen care definește ocupațiile din agricultură, producție, cercetare și dezvoltare, administrație și prestări servicii care contribuie în mod substanțial la menținerea sau restaurarea calității mediului.
- Greenpeace - organizație non-guvernamentală internațională, care militează pentru protecția mediului, și care folosește confruntarea creativă, non-violentă, pentru a expune probleme de mediu globale și pentru susține adoptarea unor soluții esențiale pentru protecția mediului.
- gunoi menajer - ansamblu de resturi organice și minerale care rezultă din activitatea gospodărească, comercială sau industrială.

## H
- habitat - mediul natural în care trăiesc și se dezvoltă o anumită specie de plante, animale; cuprinde toate condițiile fizice și biologice care influențează viața organismelor respective.
- hazard - eveniment amenințător sau probabilitatea de apariție într-o regiune și într-o perioadă dată a unui fenomen natural cu potențial distructiv (pagube materiale, daune aduse mediului înconjurător, victime umane).
- hidrogen verde - hidrogen obținut prin consum de energie regenerabilă, a cărui utilizare este promovată cu scopul limitării încălzirii globale.
- hiléa - pădure ecuatorială sau pădure tropicală umedă, în special cele din Congo.

## I
- imisie - eliberarea, în atmosferă sau în corpuri hidrice, și transportul unui poluant în mediul înconjurător.
- impact asupra mediului - orice schimbare adusă mediului, benefică sau dăunătoare, rezultând în parte sau în totalitate din activitățile, produsele sau serviciile unei organizații.
- incendiu de pădure - formă de catastrofă naturală în care o zonă de pădure sau de vegetație deșertică este afectată de foc, cu impact negativ asupra ecosistemelor și biodiversității, cauza fiind activitatea umană neglijentă sau fenomene naturale, cum ar fi trăsnetele sau valurile de căldură.
- incident de mediu - eveniment neprevăzut care are un impact negativ asupra mediului, cum ar fi: poluarea accidentală a apei, a aerului, scurgeri de substanțe chimice periculoase, accidente industriale.
- indice de calitate a aerului - măsură utilizată pentru a evalua nivelul de poluare a aerului într-o anumită zonă sau localitate; oferă o imagine simplificată a calității aerului și a riscurilor asociate pentru sănătatea oamenilor.
- indice de eroziune - sensibilitatea la eroziune; materialele neconsolidate, ca de exemplu solul, se erodează mai rapid decât cele consolidate, cum ar fi rocile.
- in situ - expresie care se referă la conservarea ecosistemelor și a habitatelor naturale și întreținerea și recuperarea populațiilor longevive de specii în mediile lor naturale.
- izolare geografică - separarea prin bariere naturale (ape, masive muntoase etc.) a unor asociații de plante sau de animale pe un teritoriu limitat (insule, bazine închise, munți izolați), lipsit de legătură cu alte teritorii.

## Î
- îmbogățirea mediului - asigurarea unui mediu stimulant pentru un animal pentru a-i asigura o bunăstare psihologică și fiziologică optimă, cu scopul de a-i accentua comportamentul specific speciei, de a-i îmbunătăți capacitatea de adaptare și de a-i diminua comportamentul anormal.
- încălzirea globală - fenomenul de creștere continuă a temperaturilor medii înregistrate ale atmosferei în imediata apropiere a solului, precum și a apei oceanelor, constatată în ultimele două secole, dar mai ales în ultimele decenii.
- încărcare critică - expunerea maximă a unui ecosistem la unul sau mai mulți poluanți, fără efect dăunător semnificativ.

## L
- landscaping ecologic⁠(d) - planificarea și amenajarea spațiilor verzi pentru a îmbunătăți biodiversitatea și a spori eficiența energetică⁠(d).
- lanț trofic - succesiune de organisme care se hrănesc una cu alta, începând cu plantele care produc energia prin fotosinteză, continuând erbivorele și apoi cu prădătorii⁠(d); vezi și piramidă trofică.
- licheni - organisme simbiotice formate dintr-o ciupercă și o algă sau cianobacterie, capabili să crească în medii cu resurse limitate, fiind importante pentru monitorizarea calității aerului⁠(d) și a calității mediului în general.
- limită de toleranță - gama de valori pentru un anumit factor ecologic, cum ar fi temperatura sau pH-ul, la care o specie poate supraviețui.
- litieră - stratul format din resturi organice (de exemplu, frunze căzute, ramuri, scoarță, semințe, flori) care se acumulează pe sol în ecosistemele terestre, componentă importantă a ciclului de nutrienți și a sănătății solului, jucând un rol crucial în menținerea fertilității solului și în menținerea biodiversității.
- luciu de apă - o suprafață de apă staționară, cum ar fi un lac sau o mlaștină, care este importantă pentru biodiversitate și pentru ciclurile de apă și  de carbon.

## M
- maquis - formație deasă de tufișuri și de arbori veșnic verzi, adaptați la secetă, caracteristică regiunii mediteraneene.
- maree neagră - strat de petrol care plutește pe suprafața apei și poluează plajele, ca urmare a accidentării vaselor petroliere.
- monitorizarea calității aerului⁠(d) - procesul prin care se colectează, se analizează și se interpretează informații despre nivelul de poluare a aerului dintr-o anumită zonă, cu scopul înțelege impactul emisiilor de poluanți⁠(d) asupra sănătății umane și a mediului înconjurător și de a informa decidenții politici și publicul despre starea calității aerului.
- monitorizare biologică - utilizarea organismelor vii, atât pentru testarea calității apelor uzate care urmează sa fie deversate în apele colectoare, cât și a apelor situate în aval de punctul de deversare.
- monument al naturii - calitate juridică ce se acordă acelor teritorii care, prin plantele și animalele care trăiesc pe ele, prezintă o deosebită importanță științifică sau estetică și sunt conservate.

## N
- Natura 2000 - rețea europeană de zone naturale protejate creată în anul 1992 din necesitatea de a proteja natura și de a menține pe termen lung resursele naturale necesare dezvoltării socio-economice.
- navă depoluatoare - navă concepută și echipată pentru combaterea poluării; are atașată o benă pentru preluarea macrodeșeurilor, posedă instalații de recuperare a hidrocarburilor, de evacuare a apelor depoluate și aparate pentru răspândirea dispersanților.
- neoecologie - disciplină care studiază ecosistemele recente.
- nișă ecologică - ansamblul caracteristicilor ecologice (spațiale-habitat și funcționale-biologice) care permit unei specii date să se integreze într-o biocenoză.

## O
- oceanologie - știința care studiază oceanele și mările, inclusiv procesele lor fizice, chimice, biologice și geologice, în special interacțiunea dintre organismele marine și mediul lor, evaluând impactul activităților umane asupra ecosistemelor oceanice.
- ocrotirea naturii - acțiune organizată de stat în scopul utilizării raționale, al conservării și al reproducerii resurselor naturale.
- oligotrof - mediu de viață sărac în substanțe minerale și nutritive.
- oraș de 15 minute - concept urbanistic ce urmărește crearea unui oraș mai durabil, mai sănătos și mai accesibil pentru toți locuitorii săi, prin organizarea activităților zilnice într-un perimetru de aproximativ 15 minute de mers pe jos sau cu bicicleta, având un impact pozitiv asupra mediului, prin reducerea emisiilor de gaze cu efect de seră și a poluării din trafic.

## P
- Pactul Ecologic European (sau Pactul Verde European) - set de politici și inițiative lansate de Uniunea Europeană, aprobat în 2020, cu scopul  de a transforma Europa într-o societate modernă, prosperă și echitabilă, cu o economie competitivă și neutră din punct de vedere climatic până în 2050; altă denumire: Green Deal.
- parc natural - suprafață de teren în care se urmărește menținerea peisajului natural existent și a utilizărilor actuale a terenurilor, cu posibilități de restrângere a acestor folosințe în viitor.
- parc național - suprafață întinsă de teren, păzită și îngrijită, în care exploatările silvice, miniere, vânătorești etc. sunt interzise pentru a se păstra natura neschimbată.
- penurie de apă - starea în care ecosistemele nu mai dispun de suficientă apă pentru a funcționa normal, ceea ce duce la degradarea habitatelor, scăderea biodiversității și dezechilibre ecologice.
- pierderea biodiversității - procesul prin care scade varietatea formelor de viață de pe Pământ, fie prin dispariția speciilor, fie prin reducerea diversității genetice sau prin degradarea ecosistemelor, ceea ce afectează echilibrul natural al mediului și reduce capacitatea acestuia de a susține viața, inclusiv pe cea umană.
- piramidă trofică - diagramă care prezintă schematic raporturile cantitative dintre organismele care trăiesc într-o unitate spațială, la fiecare nivel al lanțului trofic.
- plancton - totalitatea organismelor care trăiesc și plutesc în pătura superficială a apei; organismele vegetale formează fitoplanctonul, iar cele animale zooplanctonul.
- ploaie acidă - denumire pentru precipitațiile care au un pH mai mic decât 5,6, având deci un caracter acid pronunțat.
- poluant⁠(d) - compus chimic care, atunci când este eliberat în mediul înconjurător în cantități mari sau în concentrații ridicate, poate avea efecte nocive asupra sănătății umane, a animalelor sau a mediului înconjurător.

- poluant organic persistent -  (POP) compus organic care este rezistent la biodegradare, persistând în mediu și în organismele vii timp îndelungat.

- poluare:

- degradare a apelor, a aerului sau a mediului înconjurător din cauza materiilor chimice reziduale, a gazelor de eșapament etc.;
- complex de fenomene care au schimbat sau tind să schimbe mediul ambiant în detrimentul echilibrului ecologic natural.
- poluare luminoasă - prezența iluminării artificiale excesive pe timp de noapte, cu impact negativ asupra biologiei și ecologiei speciilor sălbatice.
- poluare marină - contaminarea apei de mare cu produse petroliere, substanțe radioactive, ape uzate etc., care pun în pericol flora și fauna marină.

- potențial de încălzire globală - indicator care măsoară capacitatea unui gaz cu efect de seră de a contribui la încălzirea globală în comparație cu dioxidul de carbon, pe o anumită perioadă de timp,
- produse de unică folosință - obiecte destinate să fie folosite o singură dată sau pentru o perioadă scurtă de timp; sunt convenabile în utilizare, dar pot avea impact semnificativ asupra mediului din cauza cantității mari de deșeuri pe care le generează.
- protecția mediului - ansamblul reglementărilor, măsurilor și acțiunilor care au ca scop menținerea, protejarea și îmbunătățirea condițiilor naturale de mediu, ca și reducerea sau eliminarea, acolo unde este posibil, a poluării mediului înconjurător și a surselor de poluare.
- Protocolul de la Kyoto - acord internațional negociat la Kyoto în decembrie 1997 între țările puternic industrializate pentru a reduce emisiile de gaze cu efect de seră.
- purificarea apei - operația de curățire a apei, de îndepărtare a substanțelor străine și nocive organismului.

## R
- raport de mediu - document care prezintă informații referitoare la impactul activităților umane asupra mediului înconjurător, elaborat de diverse organizații, agenții guvernamentale sau companii și care descrie măsurile luate pentru a minimiza acest impact.
- reciclare - procesul de colectare a materialelor din fluxul de reziduuri și de separare a acestora pe tipuri, de transformare a lor în produse noi și de comercializare și reutilizare a acestor materiale ca produse noi.
- responsabil de mediu - persoană sau o funcție în cadrul unei organizații sau companii care are responsabilitatea principală de a coordona, implementa și monitoriza politicile, programele și practicile legate de protecția și conservarea mediului în cadrul organizației respective.
- rezervație a biosferei - arie naturală protejată căreia i se atribuie un calificativ internațional și ale cărei caracteristici sunt definite de UNESCO, conform cu necesitățile privind scopul de protecție și conservare a unei zone de habitat natural și a diversității biologice specifice a acesteia.
- rezervație naturală - teritoriu în limitele căruia sunt ocrotite prin lege anumite elemente de mare interes științific sau cultural (floră, faună, formații geologice etc.); exemple: Delta Dunării, Parcul Național Retezat, Parcul Național Yellowstone.

## S
- scurgere de substanțe periculoase - eliberare accidentală de substanțe chimice periculoase în aer sau pe sol, care poate duce la contaminarea mediului înconjurător și la riscuri pentru sănătatea umană și animală.
- selvas - denumire dată pădurilor ecuatoriale veșnic verzi din bazinul Amazonului.
- semideșert - regiune de tranziție între stepă sau savană și deșert.
- sertão - regiune secetoasă în nord-estul Braziliei, cu vegetație rară, formată din arbuști spinoși, cactuși și unii arbori rezistenți la uscăciune.
- seston - totalitatea corpurilor vii (bioseston) și moarte (abioseston) în mediul acvatic.
- silvostepă - vezi antestepă.
- smog - ceață deasă, amestecată cu fum, care se formează în regiunile puternic industrializate; are efecte dăunătoare asupra populației.
- sol - strat afânat, moale și friabil care se găsește la suprafața scoarței Pământului și care, împreună cu atmosfera învecinată, constituie mediul de viață al plantelor.
- spațiu verde⁠(d) - zonă cu vegetație, cum ar fi pădure, parc sau grădină, care servește ca habitat pentru o varietate de organisme și care aduce beneficii importante pentru mediul înconjurător și pentru sănătatea umană.
- spectru floristic - raportul cantitativ, exprimat în procente, dintre familiile de plante care alcătuiesc flora unui teritoriu oarecare.
- speologie - știință care se ocupă cu studiul complex al peșterilor.
- stepă - formațiune vegetală, caracteristică regiunilor cu climă semiaridă, alcătuită din plante care se dezvoltă rapid imediat ce apar condiții favorabile.
- substanță chimică periculoasă - compus chimic care poate avea un impact negativ semnificativ asupra mediului înconjurător; exemple: pesticidele, metalele grele (precum plumbul sau mercurul), substanțele plastifiante (cum ar fi ftalații), hidrocarburile aromatice policiclice.
- sustenabilitate - calitate a unei activități antropice de a se desfășura fără a epuiza resursele disponibile și fără a distruge mediul, deci fără a compromite posibilitățile de satisfacere a nevoilor generațiilor următoare (vezi și dezvoltare durabilă).

## T
- taigá:

- denumire a pădurii siberiene de conifere;
- subzona pădurilor de conifere din nordul zonei temperate a emisferei boreale, care se întinde din nord-vestul Europei prin Asia până la Oceanul Pacific, iar în America de Nord îndeosebi în Canada.
- takâr - denumire dată în regiunile aride din Asia Centrală, terenurilor argiloase salinizate, a căror suprafață crapă în perioadele secetoase, desfăcându-se în plăci poligonale.
- tranziție la energia regenerabilă - procesul prin care sursele tradiționale de energie (cum ar fi petrolul, cărbunele și gazele naturale) sunt înlocuite cu surse de energie regenerabilă (precum energia solară, eoliană, hidroelectrică, geotermală și bioenergia), pentru a reduce impactul asupra mediului⁠(d) și a promova sustenabilitatea.

## U
- uleiuri minerale uzate - rezultatul utilizării și deteriorării uleiurilor minerale în diverse mașini, echipamente sau procese industriale și care pot fi extrem de dăunătoare pentru mediu dacă nu sunt gestionate corespunzător.
- unitate de reducere de emisie - o tonă de dioxid de carbon echivalent, provenită de la o activitate de proiect care emană gaze cu efect de seră, desfășurată în concordanță cu articolul 12 din Protocolul de la Kyoto.
- upwelling - procesul din zonele oceanice, prin care apele adânci, bogate în nutrienți și dioxid de carbon dizolvat, sunt aduse la suprafață, fenomen care are loc atunci când vânturile dominante suflă paralel cu coasta și provoacă deplasarea apelor de la suprafață spre larg.
- uscat - suprafața litosferei neacoperită de apele oceanului planetar și care este fragmentată în continente și în insule.

## V
- vandalism ecologic - formă de protest care încearcă să atragă atenția asupra unor probleme ecologice importante prin murdărirea cu vopsea a unor obiecte publice, monumente sau opere de artă; nu este considerată etică deoarece poate cauza daune materiale, poate crea probleme de siguranță sau poate afecta negativ imaginea mișcării de mediu; activiștii respectivi sunt numiți eco-vandali.
- vegetație - totalitatea plantelor dintr-o regiune, zonă, țară etc., distribuite și asociate după anumite condiții naturale; mulțime de plante.

## Z
- zero emisii nete - concept care se referă la echilibrarea cantității de gaze cu efect de seră emise în atmosferă cu cantitatea de dioxid de carbon eliminată⁠(d), astfel încât nivelul total de emisii nete să fie zero.
- Ziua Mondială a Faunei Sălbatice - ziua de 3 martie, propusă de Adunarea Generală a ONU, pentru a celebra și a crește gradul de conștientizare a faunei și florei sălbatice din lume.
- Ziua Planetei Pământ - ziua de 2 aprilie, propusă de ONU cu scopul de a stimula interesul pentru protejarea Pământului.
- ziua zero⁠(d) - momentul în care o anumită resursă naturală este consumată într-un ritm care depășește capacitatea sa de regenerare sau refacere; vezi și climate endgame.
- zonă critică - zona pe teritoriul căreia se înregistrează depășiri sistematice ale indicatorilor de calitate a mediului, față de normele standardizate, producându-se deteriorări grave ale stării mediului cu consecințe asupra sănătății oamenilor, economiei și capitalului natural al țării (sinonim: zonă fierbinte).
- zonă de protecție:

- zonă de protecție împotriva pericolului prezentat de sursele de poluare a mediului (aerului), în care se interzice amplasarea de locuințe și a altor obiective sociale;
- sector de râu, protejat împotriva oricăror deversări de substanțe poluante, deoarece în aval există prize de captare a apei cu scopul de a alimenta populația cu apă potabilă.
- zonă fierbinte - vezi zonă critică.
- zonă tampon - regiune îngustă care mărginește un areal ecologic și care servește la limitarea aplicării sau contactului cu substanțe interzise dintr-o suprafață alăturată.
- zonă umedă - suprafață acoperite, permanent sau temporar de ape puțin adânci.

- zonă umedă de importanță internațională - teritorii și întinderi de apă care includ diferite tipuri de ecosisteme și dețin o bogată diversitate biologică și având un rol important pentru păsările acvatice.

- zoogeografie - vezi geografia animalelor.
- zooplancton - vezi plancton.